# Biophytum madurense
Biophytum madurense är en harsyreväxtart som beskrevs av Paul Erich Otto Wilhelm Knuth. Biophytum madurense ingår i släktet Biophytum och familjen harsyreväxter. Inga underarter finns listade i Catalogue of Life.